# Przysłowie osobiste
Przysłowie osobiste – charakterystyczne powiedzenie często (wręcz nawykowo) wtrącane przez daną osobę do wypowiedzi, które jednocześnie nie zmienia jej sensu.
Niegdyś stosowanie przysłów osobistych było bardzo popularne wśród Polaków; zarówno wśród szlachty, jak i chłopów. Niektórzy szlachcie ze względu na częste stosowanie charakterystycznych przysłów osobistych zyskiwali od nich przydomki; działo się tak m.in. w przypadku Karola Stanisława Radziwiłła „Panie Kochanku” czy Stanisława Rewery Potockiego (od łacińskich słów re vera oznaczających w rzeczy samej). Do popularnych przykładów przysłów osobistych należą m.in. mocium panie, panie dobrodzieju (czasem skracane do formy panie dzieju), proszę ciebie, po prostu oraz prawda i wiesz stosowane jako pytania retoryczne. 